# Falkenstein (Band)
Falkenstein ist eine deutsche Neofolk-/Pagan-Folk-Band.

## Geschichte
Falkenstein wurde 2007 von dem Allgäuer Tobias Franke gegründet, der als einziges Bandmitglied auf den Aufnahmen stets alle Instrumente selber einspielt.
Die Stilrichtung ist nach eigenen Angaben eine Mischung aus Neofolk und Pagan-Folk. Thematischer Schwerpunkt ist die Naturromantik und die heidnische Religion der Germanen. Oft werden heilige Bäume und Pflanzen besungen, was zu einem Markenzeichen des Projektes geworden ist. Neben selbstgeschriebenen Texten werden auch alte Gedichte z. B. von Ludwig Uhland oder Martin Greif vertont.
2012 beteiligte sich Falkenstein an der digitalen Benefiz-Kompilation No Red Seas, die von Sol-Invictus-Mitglied Lesley Malone initiiert wurde und mit deren Erlös die Organisation Sea Shepherd unterstützt wird.

## Diskografie

### Alben
- 2008: Heiliger Wald (Kraftplatz Records)
- 2008: Urdarbrunnen (Steinklang Industries/Heimatfolk)
- 2009: Kraftort (Steinklang Industries/Heimatfolk)
- 2011: Die große Göttin (Kraftplatz Records)

### Singles
- 2013: Die Letzte Kräuterhexe
- 2015: Ich mag eure dunkle Kirche nicht (Digitale Veröffentlichung via Bandcamp)

### Beiträge auf Kompilationen
- 2008: Steinklang Industries IV 2007-2008
- 2009: Pagan Folk und Apocalyptic Psychedelia
- 2010: Zillo Magazin CD-03/2010
- 2012: No Red Seas – A Benefit Compilation for Sea Shepherd
- 2014: Places (Caustic Records; Exklusiver Song Rübezahl)

### Sonstige Veröffentlichungen
- 2015: Das Lied der Linde (Demo)